# REA Vipingo Plantations
La REA Vipingo Plantations Limited è una società per azioni keniana, con sede a Nairobi. Si occupa della coltivazione dell'agave nelle proprie piantagioni in Kenya (a Kwibezi ed a Vipingo) e, attraverso la controllata Amboni Plantations Limited, in Tanzania e della commercializzazione sia della fibra di sisal che se ne ricava, che dei prodotti (filato, spago, corda) realizzati con la fibra nell'impianto produttivo Amboni Spinning Mill, posseduto dalla società e che si trova nei pressi della città di Tanga, in Tanzania.
La società è stata quotata alla borsa valori di Nairobi dal 1996 al 2015, quando i fratelli Robinow ne hanno acquisito il 90% delle quote.